# Paul Muntean
Paul Muntean (* 4. Oktober 1984 in Baia Mare) ist ein rumänischer Bobfahrer.
Muntean begann im Jahr 2002 mit dem Bobsport und wurde im selben Jahr in den Nationalkader aufgenommen. 2013 nahm er an der Bob-Weltmeisterschaft in St. Moritz als Anschieber des rumänischen Viererbobs teil, der auf dem 26. Platz landete. 2014 nahm er an den Olympischen Winterspielen teil. In Sotschi fuhren die Rumänen mit dem von Andreas Neagu gesteuerten Bob auf den 24. Platz. Für die Olympischen Spiele 2018 in Pyeongchang wurde Muntean zunächst nur als Ersatzsportler nominiert. Nach der Verletzung von Nicolae Ciprian Daroczi wurde Muntean für den rumänischen Viererbob akkreditiert und fuhr mit diesem auf den 29. Platz.